# Comuna de Wilkowice
Wilkowice (polaco: Gmina Wilkowice) é uma gminy (comuna) na Polónia, na voivodia de Santa Cruz e no condado de Bielski.
De acordo com os censos de 2004, a comuna tem 12 174 habitantes, com uma densidade 359,1 hab/km².

## Área
Estende-se por uma área de 33,9 km², incluindo:
- área agrícola: 38%
- área florestal: 50%

## Demografia
Dados de 30 de Junho 2004:
|                      | Total   | Total | Mulheres | Mulheres | Homens  | Homens |
| -------------------- | ------- | ----- | -------- | -------- | ------- | ------ |
|                      | pessoas | %     | pessoas  | %        | pessoas | %      |
| População            | 12 174  | 100   | 6359     | 52,2     | 5815    | 47,8   |
| Densidade (pop./km²) | 359,1   | 100   | 187,6    | 187,6    | 171,5   | 171,5  |

De acordo com dados de 2002, o rendimento médio per capita ascendia a 1183,94 zł.

## Comunas vizinhas
- Bielsko-Biała, Buczkowice, Czernichów, Kozy, Łodygowice, Szczyrk